# Donald Crisp
Donald Crisp, geboren als George William Crisp (Londen, 27 juli 1880 - Van Nuys (Los Angeles, California), 25 mei 1974) was een Amerikaans acteur.

Donald werd geboren in Londen en begon te acteren in 1908. Hij speelde in meer dan 150 films en de laatste werd uitgebracht in 1963. Hij won in 1941 een Oscar. Hij is getrouwd geweest met Jane Murfin van 1932 tot en met 1944.

Hij stierf na meerdere beroertes in 1974. Hij was 93 jaar.

## Filmografie (selectie)
- 1963: Spencer's Mountain
- 1960: Pollyanna
- 1958: The Last Hurrah
- 1955: The Man from Laramie
- 1955: The Long Gray Line
- 1954: Prince Valiant
- 1951: Home Town Story
- 1950: Bright Leaf
- 1948: Whispering Smith
- 1948: Hills of Home
- 1945: The Valley of Decision
- 1944: National Velvet
- 1944: The Adventures of Mark Twain
- 1944: The Uninvited
- 1943: Lassie Come Home
- 1941: How Green Was My Valley
- 1941: Dr. Jekyll and Mr. Hyde
- 1940: City for Conquest
- 1940: The Sea Hawk
- 1940: Brother Orchid
- 1939: The Private Lives of Elizabeth and Essex
- 1939: The Old Maid
- 1939: Juarez
- 1939: Wuthering Heights
- 1939: The Oklahoma Kid
- 1938: The Dawn Patrol
- 1938: The Sisters
- 1938: The Amazing Dr. Clitterhouse
- 1938: Jezebel
- 1937: That Certain Woman
- 1937: The Life of Emile Zola
- 1937: Parnell
- 1936: The Charge of the Light Brigade
- 1936: Mary of Scotland
- 1935: Mutiny on the Bounty
- 1932: Red Dust
- 1931: Svengali
- 1928: The Viking
- 1926: The Black Pirate
- 1925: Don Q Son of Zorro
- 1924: The Navigator
- 1922: Tell Your Children
- 1921: Appearances
- 1919: Broken Blossoms or The Yellow Man and the Girl
- 1915: The Birth of a Nation
- 1914: Home, Sweet Home
- 1914: Her Father's Silent Partner
- 1913: Black and White
- 1913: Two Men of the Desert
- 1913: The Mothering Heart
- 1913: Olaf-An Atom
- 1913: The Sheriff's Baby
- 1913: Near to Earth
- 1911: The Battle
- 1911: What Shall We Do with Our Old?